# Pedies cerropotosi
Pedies cerropotosi är en insektsart som beskrevs av Fontana och Buzzetti 2007. Pedies cerropotosi ingår i släktet Pedies och familjen gräshoppor. Inga underarter finns listade i Catalogue of Life.